# Pfarrhaus Großberghofen (Erdweg)

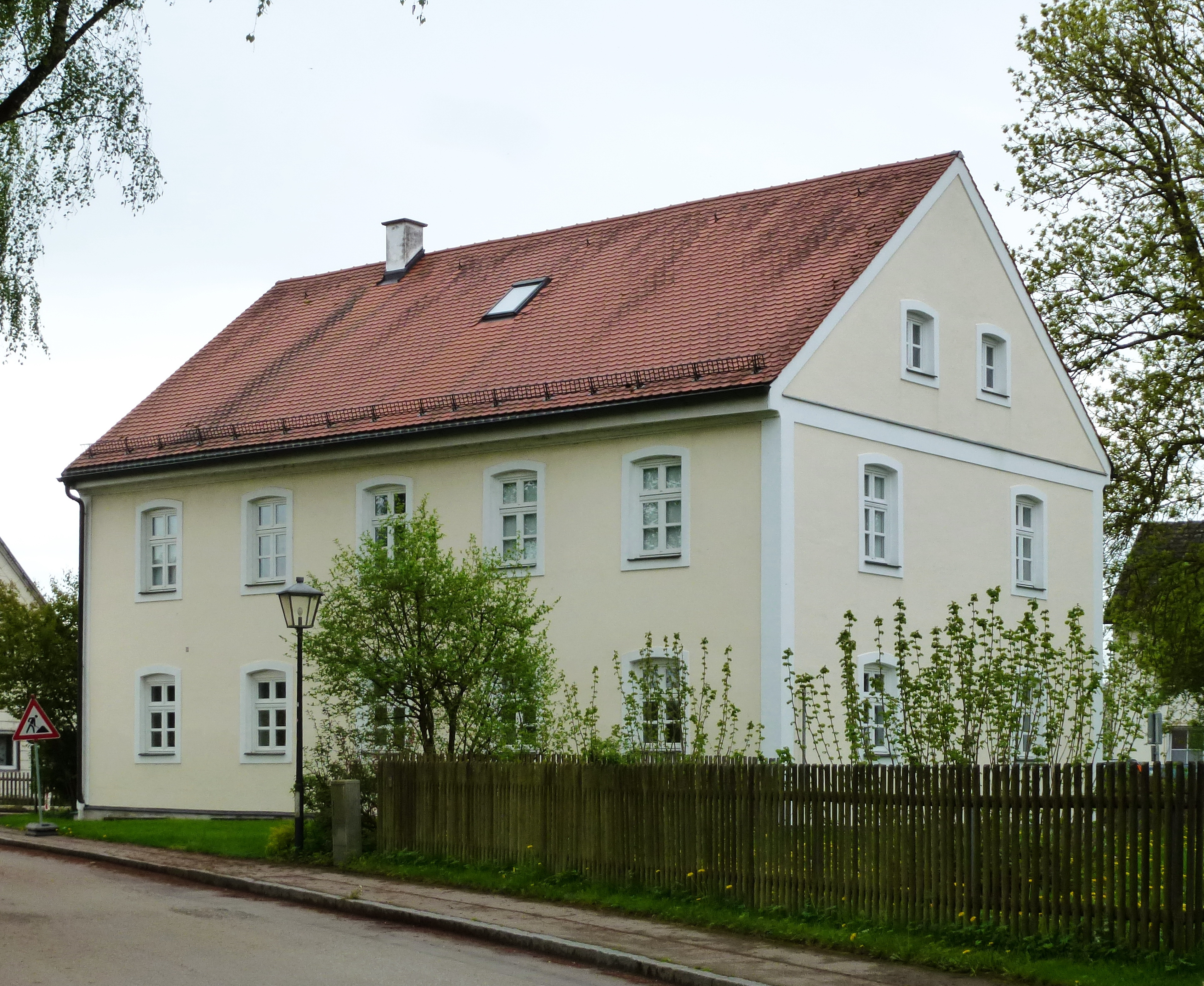
Pfarrhaus in Großberghofen

Das ehemalige Pfarrhaus in Großberghofen, einem Gemeindeteil von Erdweg im oberbayerischen Landkreis Dachau, ist ein geschütztes Baudenkmal.
Das Pfarrhaus wurde um 1860/70 errichtet. Der zweigeschossige Bau an der Walkertshofener Straße 14, südlich der katholischen Pfarrkirche St. Georg, besitzt ein Satteldach und fünf zu zwei Fensterachsen.
Im Gebäude befindet sich heute das Hutter-Museum, ein Heimatmuseum, benannt nach dem Schuhmacher und Sammler Simon Hutter (1867–1952).